# Club Social Deportivo Estudiantes de Medicina
Maillots
Le Club Social Deportivo Estudiantes de Medicina, plus couramment abrégé en Estudiantes de Medicina, était un club péruvien de football basé à Ica.

## Histoire
Fondé à Ica le 15 septembre 1975 par des étudiants de la faculté de médecine de l'université San Luis Gonzaga – d’où son nom de Estudiantes de Medicina en espagnol – le club adhère à la ligue de district d'Ica. 
En 1999, le club atteint les demi-finales de la Copa Perú, tournoi qu'il s'adjuge l'année suivante lorsqu'il remporte l'édition 2000 aux dépens du Coronel Bolognesi (1-0 tant à l'aller qu'au retour). Il accède à la 1re division en 2001, ratant de peu une qualification à la Copa Libertadores puisqu'il s'incline face au Sporting Cristal lors d'un barrage pré-qualificatif (4-3, 0-3). Il demeure quatre saisons au sein de l'élite, jusqu'en 2004, année où il fusionne brièvement avec l'Atlético Grau de Piura pour former le Grau-Estudiantes, nouveau club qui abandonne le championnat 2004 à quatre journées de la fin.
Cette désertion du championnat lui coûte une suspension de trois ans de toute activité liée au football par la Fédération péruvienne de football. Le club rejoue en ligue de district de 2008 à 2014 avant sa disparition.

## Résultats sportifs

### Palmarès
| Compétitions nationales               | Compétitions régionales                                                        |
| - Copa Perú (1) : - Vainqueur : 2000. | - Ligue de la région d'Ica (5) : - Vainqueur : 1996, 1997, 1998, 1999 et 2000. |

### Bilan et records
- Saisons au sein du championnat du Pérou : 4 (2001-2004).
- Saisons au sein du championnat du Pérou D2 : 0.

## Personnalités historiques de l'Estudiantes de Medicina

### Anciens joueurs
Parmi les joueurs célèbres ayant joué pour l'Estudiantes de Medicina, on peut citer Germán Carty, Paul Cominges, Juan Flores (gardien) et Alex Magallanes, tous les quatre faisant partie de l'équipe finaliste du tournoi de clôture 2001 face au Cienciano del Cusco. En outre, Carlos Lobatón – future star du Sporting Cristal – et Sergio Ibarra – meilleur buteur historique du championnat du Pérou – jouèrent pour le club en 2002 et 2003, respectivement.

### Entraîneurs
En italique le nom des entraîneurs du Grau-Estudiantes, club issu de la fusion de l'Estudiantes de Medicina avec l'Atlético Grau de Piura en 2004. Ce nouveau club aura une courte existence puisqu'il abandonne le championnat 2004 avant son terme.
| - Omar Campos (1996) - José Carlos Gonzáles (1997) - Julio Falconí (1998) - José Carlos Gonzáles (1999) - José Miranda (1999) - Moisés Barack (1999-2000) - Juan Vidales (2000) - José Ramírez Cubas (2000-2001) - Alfonso Kooc (2001) - Franco Navarro (2001) - Eduardo Malásquez (2002) - Freddy Ternero (2002) | - Alfonso Kooc (2002) - Roberto Martínez (2002) - Franco Navarro (2003) - César Gonzales (2003) - Miguel Seminario (2003) - Roberto Martínez (2003) - Horacio Baldessari (2003) - Mario Flores (2003) - Manuel Motta (2003) | - José Marín Lara (2003) - Édgar Ospina (es) (2004) - Juan Carlos Cabanillas (2004) - Roberto Martínez (2004) - Julio Peña (2004) |